# 안진수 (화가)
#안진수(安鎭洙, 1959년 5월 23일 ~ )는 대한민국 경상남도 함안에서 태어난 화가이다. 밝고 화려한 색감의 정물화‧풍경화‧얼룩말등 많이 그리며 특히 꽃과 얼룩말의 꽃길만 달리자가  대표작이다 풍경화는 마띠에르 기법을 통해 표현한다. 작품으로는 #[꽃길만 달리는 말]「투우」, 〈해바라기〉가 있다.

## 생애
1959년 5월 23일 경남 함안이 고향이며 대학다니면서 그림공부를 하였고
현재는 미술문화 박사과정으로 공부에 열중하고 있다.미술학과를 졸업한 후 중국에서 작품 공부와 작품 활동을 병행하다가 귀국 후 평화방송국 문화센터에 출강했었고, 서울 시립미술관, 예술의 전당, 청남 미술관,함안의 예술회관 및 미국 태국 인도네시아 중국 (북경.청도,대련,여강)등 중국전역을 돌면서 아트페어도  참여하였다.현재는 작업실에서 후진 양성과 작품에 열중하고 있다

## 경력
경력은 다음과 같다.

### 현재
○국전작가협회 사무총장
○한국미술협회 국제교류위원장
○강남미술협회 이사
○평화미술협회 서양화분과 이사
○동북아미술협회 회장
○대한민국 미술대전심사위원 역임
○청송야송미술대전.수채화미술대전.안견미술대전심사등등
```
 현대미술작가 미술대전.안견미술대전 운영위
 원
```

○2009년 경향미술대전 특선
○환경미술대전 메세나회장상
○대한민국 미술대전입선
○mobile:010 9185~5656

### 전시회

#### 개인전
○함안 예술회관(예술회관 갤러리)
○조선일보 미술관(조선일보 초대전)
○중국대련시(컨벤션 센타)
○중국청도시(시정박물관)
○북경 미술관 초대전
○인사아트프라자갤러리
○강화 본사랑갤러리
○중국위해시 갤러리
○코엑스 아트쇼
○인사아트 한.중교류전

#### 단체전
- 2009년 함안 문화원 초대전(함안 문화원)
- 2009년 서울 인사아트 페스티벌2009전(서울 미술관)
- 2009년 코엑스국화꽃 페스티벌전(코엑스 갤러리)
- 2009년 윤당아트홀 개관기념 초대전(윤당 미술관)
- 2009년 태국전(THAI THE SILOM GALLERIA)
- 2010년 아트미래기획전(줌갤러리)
- 2010년 인사아트페스티벌전(서울 미술관)
- 2010년 30수채화가회전 (서울 프리아트 미술관)
- 2010년 산갤러리 초대전(산 갤러리)
- 2010년 국제아트울산전(울산 태화강 둔치)
- 2010년 대한민국 기념우표대전(서울 미술관)
- 2010년 대한민국 아름다운 소통전(인도네시아 간다리아 아트리움)
- 2011년 아트컬렉션전(한전아트센터)
- 2011년 미국 L.A 한국작가 초대전(sun gallery)
- 2011년 30수채화가회전(인사동 줌 갤러리)
- 2011년 인사아트페스티발전(라메르 갤러리)
- 2011년 한.중국전(秦皇島 大展室)
- 2011년 출향작가 초대전 (함안미술관)
- 2011년 현대 사행생회전 (서울 미술관)
- 2012년 종로 미술협회전 (라메르 갤러리
- 2012년 美國L.A展(L.A갤러리)
- 2012년 인사아트 페스티벌전(조형 갤러리)
- 2012년 N.A 회원전(제주도 연갤러리)
- 2012년 평화미술대전(하나로 갤러리)
- 2012년 한.중 교류전(中國廬江美術館)
- 2012년 미국 현대미술전 (L.A파크뷰 갤러리)
- 2012년 인사아트페스티벌 초대전(조형 갤러리)
- 2012년 N,A아트회원전(강릉미술관)
- 2012년 비젼 한국미술 초대전(라메르 갤러리)
- 2012년 N.A 회원전(아나비니 갤러리)
- 2012년 현대 사생회전(서울 미술관)
- 2012년 내장산을 그리다 전(이형아트센타)
- 2012년 N.A아트회원전(엠 갤러리)
- 2013년 굿모닝 아트컬렉션 전(라메르 갤러리)
- 2013년 인사동 사람들전(라메르 갤러리)
- 2013년 N.A아트회원전(영아트 갤러리)
- 2013년 한.일 창작회전(역삼문화센타 갤러리)
- 2013년 N.A아트회원전(강릉미술관)
- 2013년 시흥미협전(대야복지관 갤러리)
- 2013년 현대미술 국제아트페어전(중국.린이시 시립미술관)
- 2014년 법원갤러리 초대작가전(대전법원 갤러리)
- 2014년 천안 환경 미술협회전(쌍용도서관 갤러리)
- 2014년 3.8갤러리 초대전(3.8갤러리)
- 2014년 아우라 아트 초대전(부산 K 갤러리)
- 2014년 평화미술 개관 기념전(평화 갤러리)
- 2014년 센프란 시스코 아트페스티벌전(산호세 갤러리)
- 2014년 현대미술작가 연합전(아산 시립미술관)
- 2014년 서울국제 미술협회전(일본.동경도 미술관)
- 2014년 현대미술작가 연합전(라메르 갤러리)
- 2014년 연꽃그림 페스티벌전(시흥 관곡지)
- 2014년 N.A아트회원전(여주e4갤러리)
- 2023년현재까지 300여회 단체전에 참여하고 있다

## 참조
1. ↑  경남 도민일보에 실린 소개글[깨진 링크(과거 내용 찾기)]
2. ↑  「해바라기」,함안 문화 예술회관에서 첫 개인전
3. ↑  안진수 프로필[깨진 링크(과거 내용 찾기)]